# 阿爾特爾斯山
46°25′43.72″N 07°40′42″E / 46.4288111°N 7.67833°E

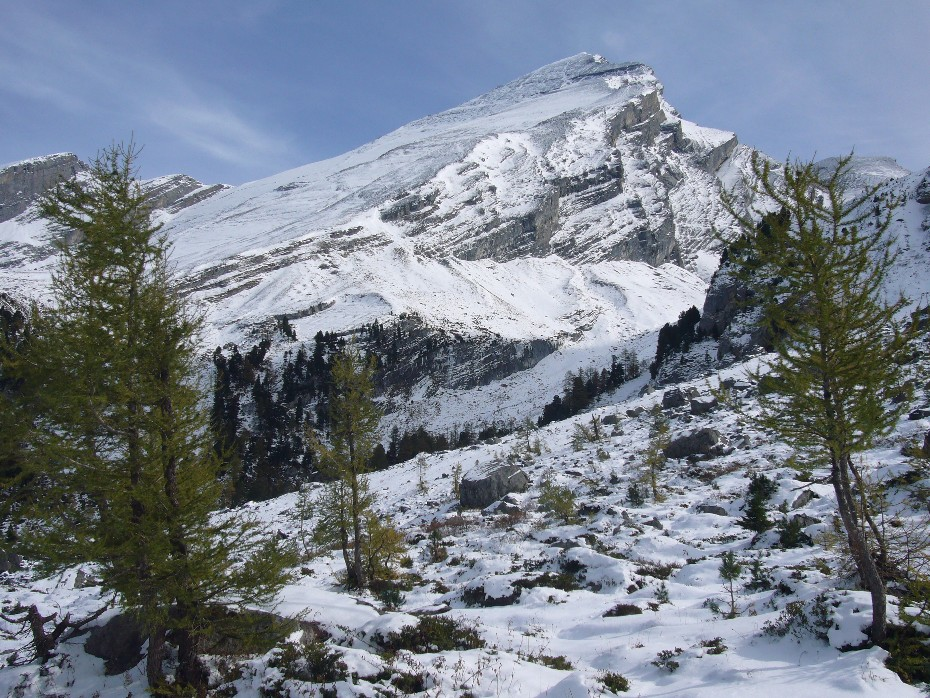

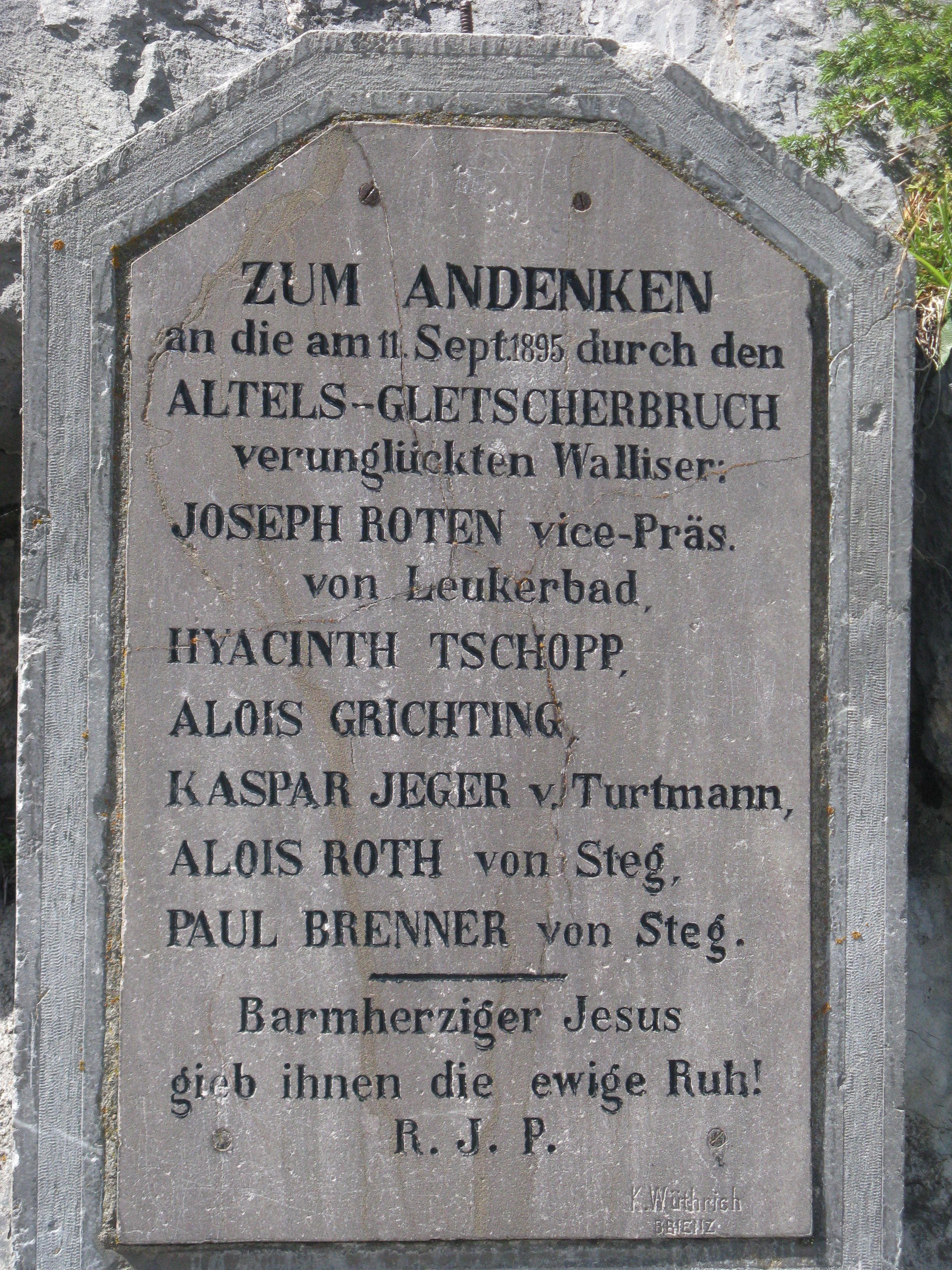

阿爾特爾斯山（德語：Altels）是瑞士伯恩州和瓦萊州的山峰，位於該國南部，屬於伯尔尼山的一部分，海拔高度3,629米，人類在1874年7月8日首次登頂。

## 外部連結
- Altels on Hikr （页面存档备份，存于）

1. ↑  . www.summitpost.org.   [2024-08-09]. （原始内容存档于2024-12-13）.